# Tillämpad vetenskap
Tillämpad vetenskap innebär att vetenskaplig kunskap tillämpas på en fysisk miljö och ett konkret problem. Exempelvis kan en teoretisk modell testas genom användning av formalvetenskap. Alternativt kan ett praktiskt problem lösas genom användning av naturvetenskap.
Vissa områden inom ingenjörsvetenskap är nära relaterade till tillämpad vetenskap. Tillämpad vetenskap är viktig för teknikutveckling. Dess användning i industriella miljöer brukar kallas forskning och utveckling.
Tillämpad vetenskap skiljer sig från grundforskning vars syfte är att beskriva de mest grundläggande objekten och krafterna, men som har mindre betoning på praktiska tillämpningar.